# Philip Pendleton Barbour
Philip Pendleton Barbour (ur. 25 maja 1783 w hrabstwie Orange, zm. 25 lutego 1841 w Waszyngtonie) – amerykański polityk.

## Życiorys
Urodził się 25 maja 1783 w hrabstwie Orange. W 1799 roku ukończył College of William & Mary, studiował nauki prawne i rok później został przyjęty do palestry. Praktykował prawo w Bardstown i Gordonsville. W latach 1812–1814 zasiadał w legislaturze stanowej Wirginii. W 1814 roku wygrał wybory uzupełniające do Izby Reprezentantów (z listy Partii Demokratyczno-Republikańskiej), które miały obsadzić wakat po śmierci Johna Dawsona. W latach 1821–1823 pełnił funkcję spikera Izby. W 1824 roku nie uzyskał nominacji na kongresmana, jednak otrzymał propozycję profesury na University of Virginia, lecz odmówił wybierając posadę sędziego. Trzy lata później ponownie ubiegał się o miejsce w izbie niższej Kongresu. Wygrał wybory, lecz po trzech latach zrezygnował. Otrzymał wówczas propozycje objęcia funkcji prokuratora generalnego lub startu na gubernatora albo senatora lecz wszystkie odrzucił. Jesienią 1830 Andrew Jackson zaproponował mu posadę sędziego sądu okręgowego Wirginii, a w grudniu otrzymał on akceptację Senatu. Pięć lat później prezydent zarekomendował go na sędziego Sądu Najwyższego i Barbour objął nowe stanowisko wiosną 1836 roku. Funkcję sędziego sprawował do śmierci 25 lutego 1841 roku w Waszyngtonie.
Jego bratem był James Barbour.